# Sydney Football Club 2012-2013
Questa voce raccoglie le informazioni riguardanti il Sydney Football Club nelle competizioni ufficiali della stagione 2012-2013.

## Stagione
Il 5 settembre 2012 viene annunciata la firma di un contratto biennale del giocatore italiano Alessandro Del Piero.
Prima del campionato il Sydney effettua cinque amichevoli collezionando due vittorie, un pareggio e due sconfitte.
Il campionato inizia con due sconfitte, la prima contro il Wellington Phoenix e la seconda contro il Newcastle United Jets. La prima vittoria arriva contro il Western Sydney Wanderers per 1-0 seguita da un'altra vittoria nel turno successivo contro il Perth Glory; alla quinta giornata arriva la pesante sconfitta per 7-2 contro il Central Coast Mariners.
Dopo tre sconfitte consecutive arriva un pareggio senza gol contro il Melbourne Heart. Successivamente arrivano una vittoria contro il Wellington Phoenix per 2-1 e due sconfitte per poi tornare alla vittoria contro la capolista Central Coast Mariners con il risultato di 1-0. Nella partita di Capodanno gli Sky Blues, non potendo contare su Del Piero infortunato, vengono sconfitti per 3-0 dall'Adelaide United.
Il nuovo anno inizia con un pareggio contro il Perth Glory: la squadra di Farina riesce a conquistare il punto grazie alla rete all'82' di Ryall che fissa il risultato sul 2-2. Il Sydney torna alla vittoria nella sedicesima giornata contro il Melbourne Heart. Nel finale di gara gli Sky Blues riescono a rimontare il risultato portandolo sul 2-1: la rete decisiva di Grant arriva al 93' su assist di Del Piero. Il 19 gennaio arriva la straripante vittoria per 7-1 contro il Wellington Phoenix. Protagonista assoluto è Del Piero che per la prima volta nella sua carriera segna 4 gol in una sola partita. Grazie al poker dell'italiano, al gol all'esordio di Joel Griffiths e alle reti di Čulina e Yau, la squadra torna in corsa per un posto nei play-off.
La giornata seguente il Sydney, ospite del Melbourne Victory, viene sconfitto per 3-1, chiudendo la gara in nove dopo le espulsioni dei brasiliani Tiago e Fabio. Nel terzo incontro stagionale contro il Newcastle Jets, gli Sky Blues si fanno raggiungere nei minuti finali. L'incontro termina 2-2, rallentando così la corsa verso i play-off.
Il 10 febbraio, nella sua 200ª partita in A-League, il Sydney torna a vincere e conquista altri tre punti utili per la corsa play-off, sconfiggendo il Brisbane Roar per 2-1 (Del Piero, Triantis). In tale occasione la squadra scende in campo con una divisa speciale che viene messa all'asta per supportare il CMRI, Istituto di Ricerca Medica per Bambini in Australia. Continua la risalita in classifica degli Sky Blues che, nell'incontro successivo, vincendo per 2-1 contro l'Adelaide, scavalcano il Melbourne Heart e si portano al quinto posto. La partita viene decisa dalle reti di Antonis e Powell. La giornata seguente vede una brusca frenata del Sydney che in trasferta a Melbourne viene sconfitto per 3-1 dal Melbourne Heart, facendosi raggiungere in classifica a 27 punti.
Il 2 marzo a Perth arriva la seconda sconfitta consecutiva che complica la corsa per i play-off. Gli Sky Blues perdono per 2-1, il gol del momentaneo pareggio è di Del Piero. Dopo le due sconfitte consecutive, il Sydney torna al successo battendo in casa il Central Coast Mariners. La vittoria per 2-0 è firmata dalla reti di Ryall e Chianese. Gli Sky Blues così salgono al quinto posto. Segue il pareggio interno per 1-1 contro il Melbourne Victory, che porta un altro punto importante per i play-off. Nel derby di Sydney, gli Sky Blues vanno in vantaggio al 34' con Del Piero ma nel secondo tempo, dopo l'espulsione di Emerton, i Wanderers trovano il pareggio con Cole a 20 minuti dalla fine. Nell'ultima partita di campionato, decisiva per l'accesso ai play-off, la squadra di Farina viene travolta dal Brisbane per 3-1, inutile il rigore di Del Piero. La stagione degli Sky Blues termina con un settimo posto che significa esclusione dalle Finals series: decisivo il pareggio del Perth Glory contro l'Adelaide. Le due squadre chiudono a pari punti ma i biancoviola accedono ai play-off in virtù della differenza reti migliore.

## Maglie e sponsor
Lo sponsor tecnico per la stagione 2012-2013 è Adidas, mentre lo sponsor ufficiale è Webjet. La prima divisa è una maglia celeste con righe verticali e bande laterali blu, pantaloncini blu e calzettoni celesti. La divisa di riserva è nera con bande laterali celesti, pantaloncini e calzettoni neri. In occasione della 200ª partita in A-League il Sydney ha indossato una maglia celebrativa bianca con righe verticali celesti, maniche e bande laterali blu, pantaloncini bianchi e calzettoni celesti.
|  | Prima divisa |  | Seconda divisa |  | Terza divisa |

## Organigramma societario
Area direttiva
- Proprietario: David Traktovenko
- Presidente: Scott Barlow
- Amministratore delegato: Tony Pignata
- Amministratori: Mark Arbib, Michael Crismale, Jamie Samaha e Jeremy Nicholas
- Direttore finanziario: Grant Ingles

Area comunicazione
- Direttore comunicazione e relazioni esterne: David Mason
- Responsabile eventi: Danielle Boettcher
- Responsabile contenuti digitali: David Warriner

Area marketing
- Direttore commerciale: Andrew Christopher
- Responsabile marketing: Rawya Jammal
- Responsabile partnership commerciali: Beau Curtis
- Commercial operations e licensing manager: Tom Bates

Area tecnica
- Direttore sportivo: Gary Cole
- Allenatore: Frank Farina
- Allenatore in seconda: Steve Corica
- Preparatore atletico: dott. Craig Duncan
- Preparatore dei portieri: Željko Kalac

Area sanitaria
- Responsabile settore medico: dott. Daniel Briggs
- Medico sociale: dott. Andrew McDonald
- Fisioterapista: Stan Ivancic
- Massaggiatore: Joe Niutta

## Rosa
Rosa e numerazione aggiornate al 22 febbraio 2013.
| N. |                             | Ruolo | Calciatore                    |
| -- | --------------------------- | ----- | ----------------------------- |
| 1  | Australia (bandiera)        | P     | Ivan Necevski                 |
| 2  | Australia (bandiera)        | D     | Sebastian Ryall               |
| 3  | Brasile (bandiera)          | D     | Fabio                         |
| 4  | Paesi Bassi (bandiera)      | D     | Pascal Bosschaart             |
| 5  | Australia (bandiera)        | D     | Nathan Sherlock               |
| 6  | Australia (bandiera)        | C     | Jason Čulina                  |
| 7  | Australia (bandiera)        | C     | Brett Emerton (vice capitano) |
| 8  | Australia (bandiera)        | D     | Adam Griffiths                |
| 9  | Australia (bandiera)        | C     | Paul Reid                     |
| 10 | Italia (bandiera)           | A     | Alessandro Del Piero          |
| 11 | Australia (bandiera)        | A     | Dimitri Petratos              |
| 11 | Australia (bandiera)        | A     | Jarrod Kyle                   |
| 12 | Australia (bandiera)        | A     | Blake Powell                  |
| 13 | Brasile (bandiera)          | D     | Tiago                         |
| 14 | Australia (bandiera)        | A     | Mitchell Mallia               |
| 15 | Irlanda del Nord (bandiera) | C     | Terry McFlynn (capitano)      |
| 16 | Australia (bandiera)        | C     | Joel Chianese                 |

| N. |                      | Ruolo | Calciatore        |
| -- | -------------------- | ----- | ----------------- |
| 17 | Australia (bandiera) | C     | Terry Antonis     |
| 18 | Australia (bandiera) | D     | Trent McClenahan  |
| 19 | Croazia (bandiera)   | A     | Krunoslav Lovrek  |
| 20 | Australia (bandiera) | P     | Vedran Janjetović |
| 21 | Panama (bandiera)    | C     | Yairo Yau         |
| 22 | Iraq (bandiera)      | C     | Ali Abbas         |
| 23 | Australia (bandiera) | C     | Rhyan Grant       |
| 24 | Australia (bandiera) | C     | Hagi Gligor       |
| 25 | Australia (bandiera) | D     | Daniel Petkovski  |
| 26 | Australia (bandiera) | C     | Peter Triantis    |
| 27 | Australia (bandiera) | A     | Alec Urosevski    |
| 28 | Australia (bandiera) | D     | Aaron Calver      |
| 29 | Australia (bandiera) | A     | Joel Griffiths    |
| 30 | Australia (bandiera) | P     | Anthony Bouzanis  |
| 32 | Australia (bandiera) | D     | Lucas Neill       |
| 33 | Australia (bandiera) | P     | Matthew Nash      |

### 11 Base
4–3–3

## Calciomercato

### Sessione pre-stagione
| Acquisti | Acquisti             | Acquisti          | Acquisti   |
| R.       | Nome                 | da                | Modalità   |
| -------- | -------------------- | ----------------- | ---------- |
| P        | Vedran Janjetović    | Sydney Utd 58     | definitivo |
| D        | Fabio Alves          | Melbourne Victory | definitivo |
| D        | Adam Griffiths       | Hangzhou Lücheng  | definitivo |
| D        | Trent McClenahan     | C.C. Mariners     | definitivo |
| C        | Ali Abbas            | Newcastle Jets    | definitivo |
| C        | Jason Čulina         |                   | svincolato |
| C        | Paul Reid            |                   | svincolato |
| C        | Yairo Yau            | Sporting S.M.     | prestito   |
| A        | Alessandro Del Piero |                   | svincolato |
| A        | Krunoslav Lovrek     | Q. Zhongneng      | definitivo |

| Cessioni | Cessioni          | Cessioni     | Cessioni   |
| R.       | Nome              | a            | Modalità   |
| -------- | ----------------- | ------------ | ---------- |
| P        | Liam Reddy        |              | svincolato |
| D        | Michael Beauchamp |              | svincolato |
| D        | Jamie Coyne       | Sriwijaya    | definitivo |
| C        | Nick Carle        | Baniyas      | prestito   |
| C        | Shannon Cole      |              | svincolato |
| C        | Scott Jamieson    |              | svincolato |
| C        | Karol Kisel       | Slavia Praga | definitivo |
| C        | Hirofumi Moriyasu |              | svincolato |
| A        | Mark Bridge       |              | svincolato |
| A        | Bruno Cazarine    |              | svincolato |
| A        | Juho Mäkelä       | HJK          | definitivo |

### Sessione di gennaio-febbraio (dal 14/1)
| Acquisti | Acquisti       | Acquisti         | Acquisti   |
| R.       | Nome           | da               | Modalità   |
| -------- | -------------- | ---------------- | ---------- |
| D        | Tiago Calvano  | Newcastle Jets   | definitivo |
| D        | Lucas Neill    | Al-Wasl          | svincolato |
| A        | Joel Griffiths | Shanghai Shenhua | definitivo |
| A        | Jarrod Kyle    | Sheffield Weds B | definitivo |

| Cessioni | Cessioni         | Cessioni | Cessioni   |
| R.       | Nome             | a        | Modalità   |
| -------- | ---------------- | -------- | ---------- |
| C        | Jason Čulina     |          | svincolato |
| A        | Dimitri Petratos |          | svincolato |

## Risultati

### A-League

#### Stagione regolare
| Arbitro: | Green |

|                          |           |  |
| Huysegems 44’ Fenton 75’ | Marcatori |  |

| Arbitro: | Beath |

|                          |           |                                         |
| Del Piero 26’ Powell 73’ | Marcatori | 11’ R. Griffiths 41’ Heskey 62’ Goodwin |

| Arbitro: | Delovski |

|  |           |               |
|  | Marcatori | 55’ Del Piero |

| Arbitro: | Green |

|                                  |           |          |
| Del Piero 59’ (rig.) Emerton 72’ | Marcatori | 18’ Dodd |

| Arbitro: | Delovski |

|                                                                             |           |                  |
| Rogić 16’, 62’ Ryall 29’ (aut.) McBreen 39’ (rig.), 65’, 67’ McGlinchey 56’ | Marcatori | 8’ Yau 54’ Abbas |

| Arbitro: | Griffiths-Jones |

|                        |           |                                 |
| Yau 14’ Bosschaart 48’ | Marcatori | 78’, 90+1’ Nabbout 86’ Thompson |

| Arbitro: | Milliner |

|                                                  |           |                    |
| Broich 30’ Paartalu 33’ Halloran 45’ Berisha 56’ | Marcatori | 42’, 49’ Del Piero |

| Arbitro: | Green |

|         |           |                          |
| Yau 56’ | Marcatori | 21’ Vidošić 88’ Ferreira |

| Sydney 2 dicembre 2012, ore 17:00 AEDT 9ª giornata | Sydney FC | 0 – 0 referto | Melbourne Heart | Allianz Stadium (12 425 spett.)\| Arbitro: \| Delovski \| |
| Arbitro:                                           | Delovski  |               |                 |                                                           |

| Arbitro: | Griffiths-Jones |

|                      |           |                       |
| Brockie 90+2’ (rig.) | Marcatori | 45+1’ Ryall 70’ Grant |

| Arbitro: | Beath |

|  |           |                         |
|  | Marcatori | 24’ Hersi 77’ Beauchamp |

| Arbitro: | Delovski |

|                        |           |         |
| Goodwin 13’ Heskey 27’ | Marcatori | 32’ Yau |

| Arbitro: | Green |

|             |           |  |
| Emerton 88’ | Marcatori |  |

| Arbitro: | Gillett |

|                                    |           |  |
| Vidošić 18’, 29’ (rig.) Ramsay 61’ | Marcatori |  |

| Arbitro: | Griffiths-Jones |

|                 |           |                      |
| Smeltz 39’, 80’ | Marcatori | 63’ Čulina 82’ Ryall |

| Arbitro: | O'Leary |

|                         |           |            |
| Emerton 85’ Grant 90+3’ | Marcatori | 24’ Garcia |

| Arbitro: | Griffiths-Jones |

|                                                                         |           |             |
| J. Griffiths 11’ Del Piero 21’, 23’ (rig.), 39’, 70’ Čulina 27’ Yau 84’ | Marcatori | 80’ Sigmund |

| Arbitro: | Beath |

|                             |           |                  |
| Rojas 23’, 73’ Thompson 67’ | Marcatori | 75’ J. Griffiths |

| Arbitro: | Gillett |

|                                     |           |                          |
| R. Griffiths 16’ (rig.), 89’ (rig.) | Marcatori | 12’ Del Piero 57’ Powell |

| Arbitro: | Williams |

|                           |           |                    |
| Del Piero 7’ Triantis 79’ | Marcatori | 45’ (rig.) Berisha |

| Arbitro: | Delovski |

|                        |           |           |
| Antonis 49’ Powell 67’ | Marcatori | 78’ Jurić |

| Arbitro: | Milliner |

|                                            |           |                  |
| Kalmar 31’ Germano 36’ Williams 55’ (rig.) | Marcatori | 58’ J. Griffiths |

| Arbitro: | Delovski |

|                       |           |               |
| Harold 20’ Smeltz 35’ | Marcatori | 29’ Del Piero |

| Arbitro: | Gillet |

|                        |           |  |
| Ryall 25’ Chianese 73’ | Marcatori |  |

| Arbitro: | Delovski |

|         |           |             |
| Yau 85’ | Marcatori | 3’ Milligan |

| Arbitro: | Milliner |

|          |           |               |
| Cole 68’ | Marcatori | 33’ Del Piero |

| Arbitro: | Green |

|                                     |           |                      |
| Berisha 29’ Lustica 51’ Franjić 79’ | Marcatori | 84’ (rig.) Del Piero |

## Statistiche
Statistiche aggiornate al 28 marzo 2013.

### Statistiche di squadra
| Competizione | Punti | In casa | In casa | In casa | In casa | In casa | In casa | In trasferta | In trasferta | In trasferta | In trasferta | In trasferta | In trasferta | Totale | Totale | Totale | Totale | Totale | Totale | DR  |
| Competizione | Punti | G       | V       | N       | P       | Gf      | Gs      | G            | V            | N            | P            | Gf           | Gs           | G      | V      | N      | P      | Gf     | Gs     | DR  |
| ------------ | ----- | ------- | ------- | ------- | ------- | ------- | ------- | ------------ | ------------ | ------------ | ------------ | ------------ | ------------ | ------ | ------ | ------ | ------ | ------ | ------ | --- |
| A-League     | 32    | 13      | 7       | 2       | 4       | 24      | 16      | 14           | 2            | 3            | 9            | 17           | 35           | 27     | 9      | 5      | 13     | 41     | 51     | -10 |

### Statistiche dei giocatori
| Giocatore     | A-League - Stagione regolare | A-League - Stagione regolare | A-League - Stagione regolare | A-League - Stagione regolare | A-League - Finals series | A-League - Finals series | A-League - Finals series | A-League - Finals series | Totale   | Totale | Totale      | Totale     |
| Giocatore     | Presenze                     | Reti                         | Ammonizioni                  | Espulsioni                   | Presenze                 | Reti                     | Ammonizioni              | Espulsioni               | Presenze | Reti   | Ammonizioni | Espulsioni |
| ------------- | ---------------------------- | ---------------------------- | ---------------------------- | ---------------------------- | ------------------------ | ------------------------ | ------------------------ | ------------------------ | -------- | ------ | ----------- | ---------- |
| A. Abbas      | 24                           | 1                            | 9                            | 0                            | -                        | -                        | -                        | -                        | 24       | 1      | 9           | 0          |
| T. Antonis    | 17                           | 1                            | 3                            | 0                            | -                        | -                        | -                        | -                        | 17       | 1      | 3           | 0          |
| P. Bosschaart | 6                            | 1                            | 1                            | 0                            | -                        | -                        | -                        | -                        | 6        | 1      | 1           | 0          |
| A. Calver     | 3                            | 0                            | 1                            | 0                            | -                        | -                        | -                        | -                        | 3        | 0      | 1           | 0          |
| J. Chianese   | 13                           | 1                            | 2                            | 0                            | -                        | -                        | -                        | -                        | 13       | 1      | 2           | 0          |
| J. Čulina     | 8                            | 2                            | 1                            | 0                            | -                        | -                        | -                        | -                        | 8        | 2      | 1           | 0          |
| A. Del Piero  | 24                           | 14                           | 3                            | 0                            | -                        | -                        | -                        | -                        | 24       | 14     | 3           | 0          |
| B. Emerton    | 22                           | 3                            | 7                            | 1                            | -                        | -                        | -                        | -                        | 22       | 3      | 7           | 1          |
| Fabio         | 18                           | 0                            | 5                            | 2                            | -                        | -                        | -                        | -                        | 18       | 0      | 5           | 2          |
| H. Gligor     | 4                            | 0                            | 0                            | 0                            | -                        | -                        | -                        | -                        | 4        | 0      | 0           | 0          |
| R. Grant      | 25                           | 2                            | 5                            | 0                            | -                        | -                        | -                        | -                        | 25       | 2      | 5           | 0          |
| A. Griffiths  | 18                           | 0                            | 6                            | 0                            | -                        | -                        | -                        | -                        | 18       | 0      | 6           | 0          |
| J. Griffiths  | 8                            | 3                            | 2                            | 0                            | -                        | -                        | -                        | -                        | 8        | 3      | 2           | 0          |
| V. Janjetović | 16                           | -24                          | 1                            | 0                            | -                        | -                        | -                        | -                        | 16       | -24    | 1           | 0          |
| J. Kyle       | 0                            | 0                            | 0                            | 0                            | -                        | -                        | -                        | -                        | 0        | 0      | 0           | 0          |
| K. Lovrek     | 5                            | 0                            | 1                            | 0                            | -                        | -                        | -                        | -                        | 5        | 0      | 1           | 0          |
| M. Mallia     | 7                            | 0                            | 0                            | 0                            | -                        | -                        | -                        | -                        | 7        | 0      | 0           | 0          |
| T. McClenahan | 12                           | 0                            | 2                            | 0                            | -                        | -                        | -                        | -                        | 12       | 0      | 2           | 0          |
| T. McFlynn    | 19                           | 0                            | 6                            | 2                            | -                        | -                        | -                        | -                        | 19       | 0      | 6           | 2          |
| M. Nash       | 0                            | 0                            | 0                            | 0                            | -                        | -                        | -                        | -                        | 0        | 0      | 0           | 0          |
| I. Necevski   | 11                           | -27                          | 1                            | 0                            | -                        | -                        | -                        | -                        | 11       | -27    | 1           | 0          |
| L. Neill      | 3                            | 0                            | 0                            | 0                            | -                        | -                        | -                        | -                        | 3        | 0      | 0           | 0          |
| D. Petratos   | 1                            | 0                            | 0                            | 0                            | -                        | -                        | -                        | -                        | 1        | 0      | 0           | 0          |
| D. Petkovski  | 3                            | 0                            | 0                            | 0                            | -                        | -                        | -                        | -                        | 3        | 0      | 0           | 0          |
| B. Powell     | 18                           | 3                            | 2                            | 0                            | -                        | -                        | -                        | -                        | 18       | 3      | 2           | 0          |
| S. Ryall      | 25                           | 3                            | 7                            | 1                            | -                        | -                        | -                        | -                        | 25       | 3      | 7           | 1          |
| P. Reid       | 11                           | 0                            | 2                            | 0                            | -                        | -                        | -                        | -                        | 11       | 0      | 2           | 0          |
| N. Sherlock   | 3                            | 0                            | 1                            | 0                            | -                        | -                        | -                        | -                        | 3        | 0      | 1           | 0          |
| Tiago         | 9                            | 0                            | 5                            | 1                            | -                        | -                        | -                        | -                        | 9        | 0      | 5           | 1          |
| P. Triantis   | 14                           | 1                            | 4                            | 0                            | -                        | -                        | -                        | -                        | 14       | 1      | 4           | 0          |
| A. Urosevski  | 2                            | 0                            | 1                            | 0                            | -                        | -                        | -                        | -                        | 2        | 0      | 1           | 0          |
| Y. Yau        | 18                           | 6                            | 3                            | 0                            | -                        | -                        | -                        | -                        | 18       | 6      | 3           | 0          |